# Plagodis keutzingaria
Plagodis keutzingaria är en fjärilsart som beskrevs av Alpheus Spring Packard 1876. Plagodis keutzingaria ingår i släktet Plagodis och familjen mätare. Inga underarter finns listade i Catalogue of Life.